# K
K är den elfte bokstaven i det moderna latinska alfabetet.

## Betydelser

### Versalt K
- Blekinge län
- grundämnet kalium
- en atoms innersta elektronskal
- Kelvin, temperaturenhet
- K (bok av Mario Puzo), en bok av Mario Puzo
- K (bok av Katarina Frostenson), en bok av Katarina Frostenson
- Nationalitetsbeteckning för motorfordon från Kambodja
- K (SAB), bibliotekssignum för historia
- Artistnamn för en medlem i musikgruppen Moi dix Mois
- Den statistiska kategorin Strikeout i baseboll.
- K; en anime som sändes 2012.
- K, en biografi av Katarina Frostenson utgiven 2019

### Gement k
- Vågtal i ekvationer[1]
- Boltzmanns konstant
- kilo, en måttprefixenhet som står för 1000
- tonlös velar klusil, en typ av konsonantljud
- Förkortningen för ok/okej i chattspråk

## Historia och användning
Bokstaven "K" härstammar från den grekiska bokstaven kappa, som i sin tur härstammar från den feniciska bokstaven "kap", vilken ursprungligen skulle föreställa en handflata. Bokstaven "K" föll dock snart ur bruk i latinet. K-ljudet skrevs sedan oftast med bokstaven C, och "Karthago" och "Kalendae" är de enda ord, som brukar stavas med K i latinsk text. Senare kom dock bokstaven "K" att återupplivas, så att den kunde beteckna k-ljud i de germanska språken. I bland annat svenska, norska, danska och tyska stavas i regel ord med k-ljud med bokstaven K, till skillnad från andra språk som normalt stavar ord med k-ljud med bokstaven C (i engelskan används dock K i ord med k-ljud framför mjuk vokal).
I svenskan, där bokstaven K i vissa fall används för att beteckna ett tj-ljud, uttalas bokstaven K normalt endast "k" framför hård vokal (a, o, u och å) medan den (med ett fåtal undantag) uttalas "tj" framför mjuk vokal (e, i, y, ä och ö) och bokstaven J (i bokstavskombinationen "kj" som i kjol).

## Datateknik
I datorer lagras K samt förkomponerade bokstäver med K som bas och vissa andra varianter av K med följande kodpunkter:
| Unicode | Gemen |                                      | Unicode | Versal |                                        | Används bl.a. i följande språk                                  |
| ------- | ----- | ------------------------------------ | ------- | ------ | -------------------------------------- | --------------------------------------------------------------- |
| U+006B  | k     | LATIN SMALL LETTER K                 | U+004B  | K      | LATIN CAPITAL LETTER K                 | de flesta där latinskt alfabet används                          |
| U+1D4F  | ᵏ     | MODIFIER LETTER SMALL K              |         |        |                                        |                                                                 |
| U+1E31  | ḱ     | LATIN SMALL LETTER K WITH ACUTE      | U+1E30  | Ḱ      | LATIN CAPITAL LETTER K WITH ACUTE      |                                                                 |
| U+01E9  | ǩ     | LATIN SMALL LETTER K WITH CARON      | U+01E8  | Ǩ      | LATIN CAPITAL LETTER K WITH CARON      |                                                                 |
| U+0137  | ķ     | LATIN SMALL LETTER K WITH CEDILLA    | U+0136  | Ķ      | LATIN CAPITAL LETTER K WITH CEDILLA    | lettiska                                                        |
| U+1E33  | ḳ     | LATIN SMALL LETTER K WITH DOT BELOW  | U+1E32  | Ḳ      | LATIN CAPITAL LETTER K WITH DOT BELOW  |                                                                 |
| U+1E35  | ḵ     | LATIN SMALL LETTER K WITH LINE BELOW | U+1E34  | Ḵ      | LATIN CAPITAL LETTER K WITH LINE BELOW |                                                                 |
| U+0138  | ĸ     | LATIN SMALL LETTER KRA               |         |        |                                        | har använts för glottalstopp i grönländska, numera ersatt med q |

I ASCII-baserade kodningar lagras K med värdet 0x4B (hexadecimalt) och k med värdet 0x6B (hexadecimalt).
I EBCDIC-baserade kodningar lagras K med värdet 0xD2 (hexadecimalt) och k med värdet 0x92 (hexadecimalt).
Övriga varianter av K lagras med olika värden beroende på vilken kodning som används, om de alls kan representeras.